# Championnats d'Europe de trampoline 2000
Navigation
Édition précédente Édition suivante
Les 22e Championnats d'Europe de trampoline, tumbling et double mini-trampoline ont lieu à Eindhoven aux Pays-Bas en octobre 2000. 

## Podiums

### Senior
| Épreuves                                   | Or                                                                                    | Argent                                                                                        | Bronze                                                                                      |
| ------------------------------------------ | ------------------------------------------------------------------------------------- | --------------------------------------------------------------------------------------------- | ------------------------------------------------------------------------------------------- |
| Hommes                                     |                                                                                       |                                                                                               |                                                                                             |
| Trampoline par équipe résultats détaillés  | France Mickaël Jala Guillaume Bourgeon David Martin Emmanuel Durand 116,70 pts        | Biélorussie Ruslan Kashperko Vladimir Kakorko Euvgeni Beliaev Nikolai Kazak 116,20 pts        | Royaume-Uni Mark Alexander Paull Smyth Simon Milnes Lee Brearley 114,10 pts                 |
| Double Mini par équipe résultats détaillés | Russie                                                                                | France                                                                                        | Biélorussie                                                                                 |
| Tumbling par équipe résultats détaillés    | Russie Denis Serdioukov Alexei Batienko Alexei Kryjanovski Levon Petrosian 90,46 pts  | Royaume-Uni Richard Barker Ross Gibson Robert Proctor Robert Small 81,73 pts                  | France Gael Manry Christopher Gigou Alexandre Dechanet Nicolas Fournials 81,32 pts          |
| Individuel résultats détaillés             | German Khnytchev (RUS) 108,60 pts                                                     | David Martin (FRA) 107,70 pts                                                                 | Vladimir Kakorko (BLR) 105,30 pts                                                           |
| Double Mini résultats détaillés            | Nuno Merino (POR) 24,59 pts                                                           | Uwe Marquardt (GER) 23,40 pts                                                                 | Vladimir Cojoc (MDA) 22,88 pts                                                              |
| Tumbling résultats détaillés               | Levon Petrosian (RUS) 85,89 pts                                                       | Ruslan Gruzda (UKR) 81,08 pts                                                                 | Andriy Kozlenko (UKR) 79,80 pts                                                             |
| Synchro résultats détaillés                | German Khnytchev (RUS) Aleksandr Moskalenko (RUS) 136,00 pts                          | Michael Serth (GER) Stefan Reithofer (GER) 134,10 pts                                         | Simon Milnes (GBR) Mark Alexander (GBR)                                                     |
| Femmes                                     |                                                                                       |                                                                                               |                                                                                             |
| Trampoline par équipe résultats détaillés  | Russie Irina Vassilieva Natalia Kolesnikova Natalia Tchernova Irina Karavaeva 112 pts | Biélorussie Galina Lebedeva Tatiana Petrenia Luidmila Padasenko Natalia Karpenkova 110,50 pts | Allemagne Irmgard Erl Nicole Maintz Anna Dogonadze Tina Ludwig 109,20 pts                   |
| Tumbling par équipe résultats détaillés    | France Marion Limbach Mariama N'Dour Melanie Avisse Chrystel Robert 76,22 pts         | Ukraine Krystina Zheleznyak Oksana Vstretentseva Tetyana Zhovtopup Olena Dribna 70,66 pts     | Biélorussie Marina Vachkevich Anna Pozniakova Ekaterina Kuzenkova Natalia Ziukina 69,62 pts |
| Synchro résultats détaillés                | Galina Lebedeva (BLR) Natalia Karpenkova (BLR) 130,00 pts                             | Tina Ludwig (GER) Anna Dogonadze (GER) 129,70 pts                                             | Claire Wright (GBR) Kirsten Lawton (GBR) 127,00 pts                                         |
| Double Mini résultats détaillés            | Katarina Prokesova (SVK) 22,20 pts                                                    | Teodora Sinilkova (BUL) 21,53 pts                                                             | Antonia Ivanova (BUL) 21,06 pts                                                             |
| Tumbling résultats détaillés               | Elena Bloujina (RUS) 78,92 pts                                                        | Natalia Rakhmanova (RUS) 77,05 pts                                                            | Chrystel Robert (FRA) 75,25 pts                                                             |
| Individuel résultats détaillés             | Irina Karavaeva (RUS) 105,90 pts                                                      | Anna Dogonadze (GER) 104,50 pts                                                               | Oksana Tsyguleva (UKR) 103,30 pts                                                           |

### Junior
| Épreuves                                   | Or                                    | Argent                                    | Bronze                                                             |
| ------------------------------------------ | ------------------------------------- | ----------------------------------------- | ------------------------------------------------------------------ |
| Hommes                                     |                                       |                                           |                                                                    |
| Trampoline par équipe résultats détaillés  | Allemagne                             | Biélorussie                               | Royaume-Uni                                                        |
| Double Mini par équipe résultats détaillés | Portugal                              | Espagne                                   | Russie                                                             |
| Tumbling par équipe résultats détaillés    | Russie                                | Biélorussie                               | FranceTemel Sevim/ Berouzi hanane/Lejeune Leslie/Francois Delphine |
| Individuel résultats détaillés             | Karsten Kuritz (GER)                  | Renaud Victor (FRA)                       | Juri Koziakov (RUS)                                                |
| Double Mini résultats détaillés            | Amadeu Neves (POR)                    | Martin Gromowski (GER)                    | Francisco Recas (ESP)                                              |
| Tumbling résultats détaillés               | Noil Abdullaev (RUS)                  | Anton Krasikov (RUS)                      | Richard Harris (GBR)                                               |
| Synchro résultats détaillés                | Adam Goetz (GER) Karsten Kuritz (GER) | Michel Boillet (SUI) Ludovic Martin (SUI) | Gregoire Pennes (FRA) Sébastien Martiny (FRA)                      |
| Femmes                                     |                                       |                                           |                                                                    |
| Trampoline par équipe résultats détaillés  | France                                | Pays-Bas                                  | Ukraine                                                            |
| Double Mini par équipe résultats détaillés | Allemagne                             | Russie                                    | Portugal                                                           |
| Tumbling par équipe résultats détaillés    | Russie                                | Biélorussie                               | France                                                             |
| Synchro résultats détaillés                | Nancy Gehring (GER) Vera Nohse (GER)  | Gineke Jager (NED) Sylvia Hsu (NED)       | Laetitia Pasquier (FRA) Amelie Meurat (FRA)                        |
| Double Mini résultats détaillés            | Eva Demeulenaere (BEL)                | Maria Kozlova (RUS)                       | Ekaterina Molkova (RUS)                                            |
| Tumbling résultats détaillés               | Anna Gaiganova (RUS)                  | Sevim Temel (FRA)                         | Iana Chechevichkina (RUS)                                          |
| Individuel résultats détaillés             | Vera Nohse (GER)                      | Irina Padasenko (BLR)                     | Laetitia Pasquier (FRA)                                            |